# Brandy & Mr. Whiskers
Brandy & Mr. Whiskers è una serie televisiva animata prodotta dalla Walt Disney Pictures Television Animation Distribution e Disney Channel Original Productions.
La serie, composta da 2 stagioni per un totale di 39 episodi, è stata trasmessa in prima visione negli Stati Uniti d'America sul canale Disney Channel dal 2004 al 2006. In Italia è andata in onda prima su Disney Channel, e in replica su Toon Disney.

## Trama
Brandy (una cagnolina giovane, bella e trendy abituata a una vita lussuosa e stra-viziata) e Mr. Whiskers (un buffo coniglio giocherellone) si ritrovano sperduti nella giungla amazzonica dopo un incidente aereo. Brandy detesta Whiskers perché lo ritiene colpevole dell'incidente, mentre Whiskers adora Brandy e la considera la sua migliore amica. Nonostante i battibecchi e le mille peripezie, i due dimostreranno di volersi bene come fratelli.

## Episodi
| Stagione         | Episodi | Prima TV USA | Prima TV Italia |
| ---------------- | ------- | ------------ | --------------- |
| Prima stagione   | 21      | 2004-2005    | 2005            |
| Seconda stagione | 18      | 2006         | 2006            |

## Personaggi

### Protagonisti
- Brandy Harrington, doppiata in originale da Kaley Cuoco e in italiano da Ilaria Latini.
Una giovane cagnolina che apparteneva a una ricca coppia dell'alta borghesia di Palm Beach, in Florida. Ha orecchie dritte e bionde come se fossero capelli concati a caschetto, pelliccia bionda più scura, occhi azzurri e una coda biondo chiaro. Di solito indossa una maglietta rosa, jeans rossi e un grazioso paio di sandali con zeppe viola. Porta anche un collare nero con una targhetta d'argento al collo. È molto alla moda, abituata al lusso e un po' arrogante, ma sotto sotto è amichevole e affabile. Vuole trarre il massimo vantaggio da ogni situazione, talvolta approfittando della gentilezza dei suoi amici, anche se li ama e si prende molto cura di loro. Inizialmente convinta di essere una spaniel con pedigree, a un certo punto scopre di essere in realtà una meticcia adottata da un canile.
- Mr. Whiskers, doppiato in originale da Charlie Adler e in italiano da Davide Lepore.
Un coniglio dal terribile odore corporeo che il più delle volte si comporta da sciocco, iperattivo, ottuso e fastidioso, ma che in occasioni speciali mostra una certa intelligenza e un vocabolario sorprendentemente ampio. È molto amorevole e premuroso. Brandy è spesso imbarazzata e irritata dalle sue buffonate, ma Whiskers fa del suo meglio per aiutarla e apprezza la sua amicizia. L'altro suo migliore amico è Ed, una lontra gigante con cui trascorre la maggior parte del suo tempo.

### Ricorrenti
- Lola Boa, doppiata in originale da Alanna Ubach e in italiano da Laura Romano.
Una boa constrictor a strisce rosa e viola, con grandi labbra rosse, ciglia molto lunghe e che indossa un paio di orecchini d'oro a cerchio (anche se non ha le orecchie). Parla con un forte accento ispanico e spesso è la voce della ragione, oltre a essere molto gentile, accogliente e altruista. Lola è la migliore amica di Brandy ed è sempre pronta ad aiutarla, anche se la natura narcisistica dell'amica a volte è difficile da tollerare per lei. È anche sensibile al fatto di non avere gli arti.
- Cheryl e Meryl, doppiate in originale da Sherri Shepherd e in italiano da Laura Latini.
Due sorelle gemelle tucano che insieme a Lola sono le amiche più care di Brandy. Pur occupandosi l'una dell'altra, spesso competono e litigano per questioni sciocche, ma in alcune rare circostanze vanno d'accordo. Le lotte di Cheryl e Meryl spesso portano a catastrofi che deviano i percorsi dei piani escogitati da Brandy e Whiskers.
- Margo, doppiata in originale da Jennifer Hale e in italiano da Guendalina Ward.
Una presuntuosa e vanitosa fasmide che fornisce a Brandy alcune informazioni privilegiate su dove frequentare gente popolare, poiché insiste sul fatto che lei non dovrebbe stare in compagnia di Whiskers. Nonostante in alcuni casi esca con Brandy e i suoi amici, Margo non si fa problemi a sminuirla per migliorare la propria posizione sociale.
- Ed, doppiato in originale da Tom Kenny e in italiano da Mino Caprio.
Una lontra gigante dal pelo blu gentile e accomodante, anche se sprovveduto. È il migliore amico di Whiskers, con cui di solito escogita piani amichevoli, ma in genere è Ed che pensa a tutto.
- Cervello di Whiskers, doppiato in originale da Charlie Adler e in italiano da Carlo Scipioni.
Indossa una bombetta, parla con un accento yiddish e lascia costantemente la testa del suo proprietario.
- Gaspar Le'Gecko, doppiato in originale da André Sogliuzzo e in italiano da Franco Mannella.
Un geco a strisce verdi e nere, con un pizzetto a punta e un forte accento francese. Si è autoproclamato dittatore/imprenditore/direttore musicale della giungla, e spesso funge da principale antagonista della serie (anche se l'unico motivo per cui è il leader è che nessun altro si è preso la briga di farlo). A Gaspar piace usare gli altri (soprattutto Brandy e Whiskers) per ottenere ciò che vuole, ma se gli può tornare utile mostra un lato più tenero. Ha anche un lato più sensibile che di solito tiene per sé, come il balletto e le bambole. Pare abbia una cotta per Brandy, tanto che in occasione della visita di sua madre le chiede di fingersi la sua ragazza. Ha un forte desiderio di mangiare Whiskers, e spesso escogita dei piani per avere l'opportunità di farlo.